# Костянтин II (антипапа)
Костянтин II (лат. Constantinus II), уроджений Костянтин з Непі (італ. Costantino di Nepi) — антипапа Римської церкви з 5 липня 767 по серпень 768 року під час правління папи Римського Стефана III (IV), висуванець місцевої знаті на чолі з його братом Тото, герцогом Непі. Його понтифікат відбувався на тлі напруженої боротьби між різними італійськими фракціями, а також між Римом, Лангобардським та Франкським королівством. Жорстоко покараний на Латеранському соборі 769 року, де його засудили й відлучили від Церкви. Надалі він був поневолений у монастирі, де й помер незабаром.

## Біографія
Народився близько 710 року у місті Непі (сучасна Італія), в заможному римському роді, який контролював цю область — його брат Тото був герцогом Непі та впливовою політичною фігурою на північ від Риму. До священничого сану ще не приймав чернецтва й довший час перебував мирянином.
28 червня 767 року, після смерті папи Павла I, Костянтин, за сприяння брата Тото та групи тосканських воїнів, був висунутий одним із кандидатів і таємно — без належних церемоній — проголошений папою. Тото, скориставшись підтримкою приватного війська з Тоскани, насильно ввів у Рим загін, який 28 червня увірвався до Палацу апостолів і провів обрання Костянтина, незважаючи на те, що той був світським. Його обрання відбулося всупереч волі папського нотарія Христофора, який намагався зберегти контроль над виборами; Христофор та його прихильники втекли до двору лангобардів у Павію.
Незабаром Костянтина висвятили в сан диякона та священника 29 червня, а 5 липня — у єпископи Риму, порушивши мінімальні інтервали між ступенями богословської освіти. Незважаючи на швидку консекрацію, Константин II не здобув визнання від короля франків Піпіна Короткого, а також не зміг закріпити владу в центральній Італії. Його понтифікат тривав майже 13 місяців, але фактична влада залишалася в руках місцевих військових і родини Тото.
Навесні 768 року проти Костянтина II виступили лангобарди, які вдерлися до Риму на чолі з королем Дезидерієм. Вони захопили Костянтина і ув'язнили в монастирі святого Сави («Сан-Саба») у Римі. Тут його піддали катуванню: за деякими свідченнями, його осліпили.
У квітні 769 року папа Стефан III скликав Латеранський собор, де Костянтина привели зв'язаного та осліпленого. Його питали про правомірність обрання, коли він був мирянином, а Костянтин заявив, що був змушений прийняти сан «за волею римського народу». Невдовзі після цього Костянтина побили, вирвали язик і відлучили від Церкви, а його постанови спалили перед собором.
На Соборі було постановлено:
- лише священики та диякони, висвячені в ієрейський сан, можуть обиратися папою,
- усі постанови та хіротонії, здійснені Костянтином ІІ, вважаються недійсними,
- Костянтин підлягає покаранню: його визнали поза церквою й позбавили сану.

Точна дата та обставини смерті Константина II невідомі. Згідно з деякими переказами, він помер у полоні в тому ж монастирі близько 769 року. Його випадок став одним із найгучніших прикладів боротьби за папський престол у VIII столітті, надзвичайно демонструючи роль світських правителів та військових угруповань у виборах папи. Після цих подій Римська церква посилила заходи контролю над виборами, щоби запобігти подібним узурпаціям влади.